# Jesús Crespo
Jesús Crespo Bello (Moyuela, Zaragoza, España, 19 de febrero de 1955) es un exfutbolista español que se desempeñaba como centrocampista.

## Clubes
| Club                       | País   | Año       |
| -------------------------- | ------ | --------- |
| Real Zaragoza              | España | 1978-1980 |
| Club Getafe Deportivo      | España | 1979-1981 |
| Recreativo de Huelva       | España | 1981-1985 |
| Cartagena Fútbol Club      | España | 1985-1987 |
| Club Polideportivo Almería | España | 1987-1988 |